# Verges (Hiszpania)
Verges – gmina w Hiszpanii, w prowincji Girona, w Katalonii, o powierzchni 9,42 km². W 2011 roku gmina liczyła 1193 mieszkańców.